# Crkva sv. Petra i Pavla u Jaškovu
Crkva sv. Petra i Pavla je crkva u naselju Jaškovo koje je u sastavu grada Ozlja, zaštićeno kulturno dobro.

## Opis dobra
Crkva smještena u naselju, podno klasicističkog dvorca Jaškovo, jednobrodna je, pravokutnog tlocrta s užim poligonalnim svetištem i zvonikom ispred glavnog pročelja. U zid svetišta ugrađen je nadgrobni spomenik od crnog mramora s kamenim grbom obitelji Bunjevac. U grobnici uz svetište pokopan je Vladimir pl. Bunjevac vlastelin imanja Jaškovo, Trešćeno, Kucelj, Gradišće i Drežnik te Teodor barun Hunoltstein. Od inventara sačuvan je glavni ranobarokni oltar sv. Marije. Kapelu je na svom vlastelinstvu 1690. g. dao sagraditi plemeniti Ivan Kramarić. U drugoj polovici 19. st., u vrijeme kada je vlastelinstvo Jaškovo u vlasništvu V. Bunjevca Jaškovskog crkva je obnovljena i sagrađen je zvonik.
Oltar sv. Marije glavni je i jedini oltar u kapeli sv. Petra i Pavla. Drveni retabl oltara je tektonskog tipa, skulptiran i polikromiran, jednostavne arhitektonske koncepcije i bogate dekoracije. Horizontalno je podijeljen na predelu, sredi dio, atiku i atički zaključak. Oltar je izrađen 1691.godine u radionici vjerojatno pavlinske provenijencije (obližnji lokaliteti su pavlinski samostan i crkva u Sveticama te crkva u Svetičkom Hrašću).

## Zaštita
Pod oznakom Z-4094 zaveden je kao nepokretno kulturno dobro – pojedinačno, pravna statusa preventivno zaštićeno kulturno dobro, klasificirano kao "sakralna graditeljska baština".
Oltar sv. Marije pod oznakom Z-4521 zaveden je kao nepokretno kulturno dobro – pojedinačno, pravna statusa preventivno zaštićeno kulturno dobro, klasificirano kao "sakralni/religijski predmeti".